# Jüdische Gemeinde Warendorf

Freckenhorster Straße in Warendorf, 1905. Gebäude ganz links: Jüdische Schule; dahinter befand sich die Synagoge.

Die Jüdische Gemeinde Warendorf bestand ungefähr vom 14. Jahrhundert bis 1941. Von 1945 bis 1947 entstand die Gemeinde in Ansätzen neu, als die Überlebenden des Holocausts aus dem Münsterland in Warendorf Gottesdienste feierten.
Während ihrer Blütezeit von der Mitte des 17. bis zum ausgehenden 19. Jahrhundert war die Jüdische Gemeinde Warendorf eine der bedeutendsten im Münsterland mit einem herausragenden Stellenwert für ganz Westfalen. Bis heute gehört sie deutschlandweit zu den bekannteren ehemaligen jüdischen Landgemeinden, insbesondere deshalb, weil Paul Spiegel, bis zu seinem Tod 2006 Präsident des Zentralrats der Juden in Deutschland, aus Warendorf kam.

## Geschichte

### Anfänge
Der erste urkundliche Beleg für jüdisches Leben in Warendorf stammt aus dem Jahr 1387: Eine Kölner Stadtrechnung nennt den Namen der Jüdin „Ailka von Warendorf“. Vermutlich gehörte diese Ailka zu den Juden, die infolge der Pestpogrome um 1350 das Münsterland verlassen haben. Für jüdisches Leben in der ersten Hälfte des 14. Jahrhunderts spricht auch der 1433 erstmals genannte Name der „Judenstraße“. Erst nach Ende des Täuferreichs von Münster ermöglichte Fürstbischof Franz von Waldeck 1535/36 eine dauerhafte Niederlassung von Juden im Hochstift Münster. Ab 1538 sind die Juden „Isaak“ und „Simon“ aus Warendorf nachzuweisen. Nach dem Tod des Fürstbischofs Franz von Waldeck 1553 beschloss die Regierung des Fürstbistums die vollständige Ausweisung der Juden aus Münster und gestattete nunmehr lediglich zeitlich begrenzte Aufenthalte mit sogenannten „Geleitbriefen“. Durch diese Regelung gewannen ländliche Orte im Münsterland wie Warendorf oder Coesfeld an Bedeutung für die jüdische Bevölkerung.

### Zwischen Ausweisung und Emanzipation

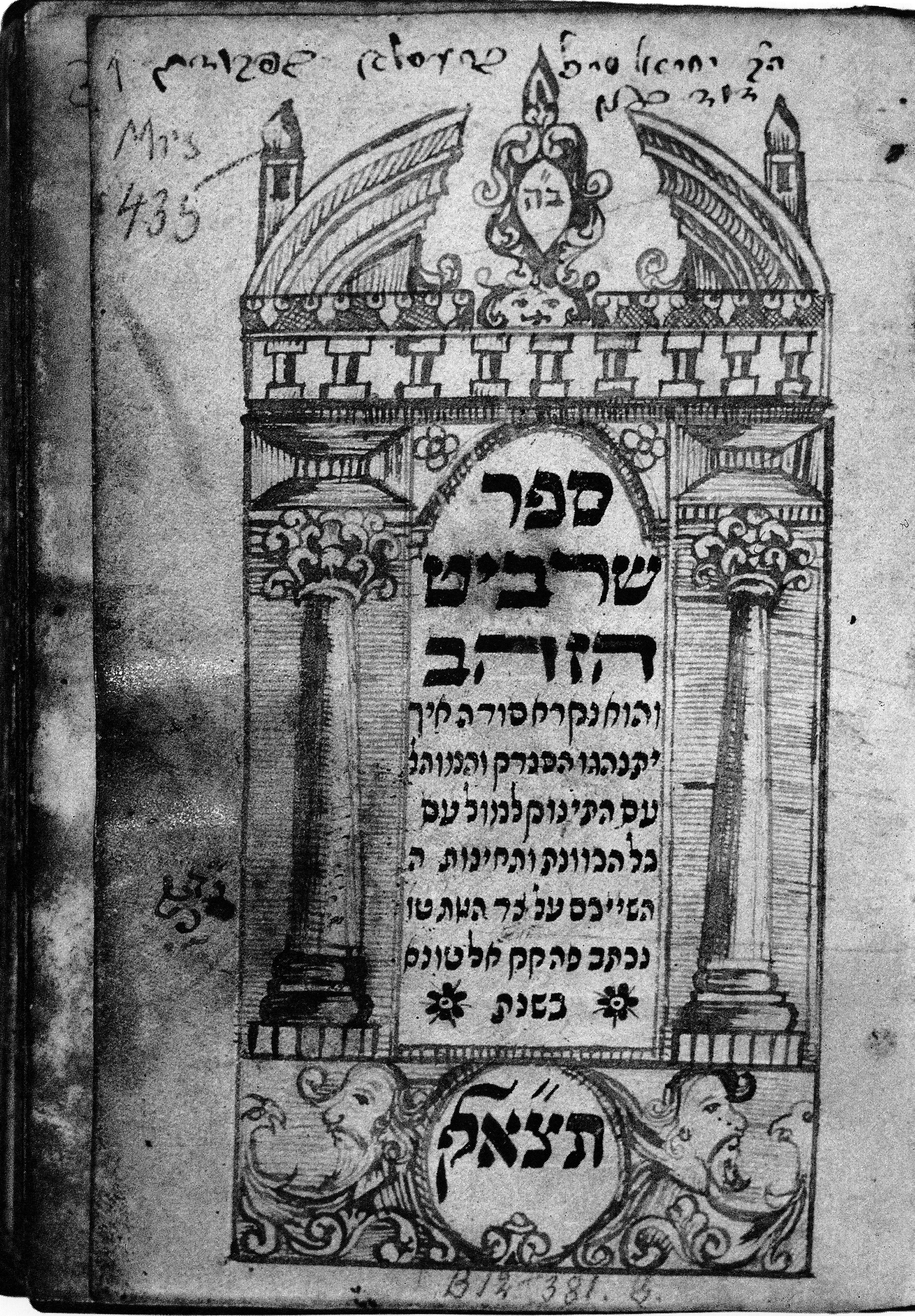
Mohelbuch des Landrabbiners Michael Meyer Breslau aus Warendorf, um 1770.

1563 wurde der Jude Bernt für zwölf Jahre von der Stadt „vergeleitet“. Während der Laufzeit des Geleitbriefes durften keine weiteren Juden in Warendorf leben. Bernt arbeitete als Kreditgeber und Metzger. Als er den Tribut für sein Geleit nicht mehr bezahlen konnte, ging dieses an seinen Bruder Sander über. Nach dessen Tod 1570 trat ein gewisser Wulf in das vertragliche Verhältnis ein. Die Stände des Stifts Münster sprachen sich immer gegen die Vergeleitung von Juden aus und forderten ihre vollständige Ausweisung; schließlich setzte sich aber Fürstbischof Ernst von Bayern als Landesherr durch. So wurden 1599 erstmals zwei Geleitbriefe in Warendorf ausgestellt und eine Zählung des Rates der Stadt im Jahr 1602 ergab insgesamt 13 Warendorfer jüdischen Glaubens.
1627 setzte Fürstbischof Ferdinand von Bayern gegen den Widerstand der Stadt die Ansiedlung des Juden Nini Levi in Warendorf durch. In den letzten Jahren des Dreißigjährigen Krieges hielt sich ein Jude so häufig im Ort auf, dass er nach ihr „Bär“ oder „Bernd von Warendorf“ genannt wurde. Vermutlich handelt es sich bei ihm um einen Bruder Nini Levis, da er auch Bernd Levi hieß. „Bernd von Warendorf“ stieg später zum Hofjuden des Großen Kurfürsten von Brandenburg auf. Während des westfälischen Friedenskongresses in Münster 1644–1648 gehörte er zu den wichtigsten Beratern des Gesandten von Brandenburg. 1651 ernannte Fürstbischof Christoph Bernhard von Galen Nini Levi zum „Befehlshaber und Vorgänger“ der Judenschaft im Hochstift Münster. Seit dieser Berufung stellte die Gemeinde Warendorf traditionell die höchsten Repräsentanten des münsterländischen Judentums – die „Befehlshaber und Vorgänger“ und später die Landesrabbiner. Der erste Hinweis auf einen eigenen Betsaal in Warendorf stammt aus dem Jahr 1649.
Im Januar 1709 kam es in Warendorf zu antijüdischen Ausschreitungen, infolge derer Jugendliche Häuser jüdischer Einwohner beschädigten und Fenster und Türen der Synagoge zerstörten. Die Nachricht darüber ist der älteste schriftliche Beleg für eine Synagoge in Warendorf. Sie ist das älteste noch bestehende jüdische Gotteshaus im Regierungsbezirk Münster. Auch in den folgenden Jahren kam es immer wieder zu Ausschreitungen, besonders an katholischen Feiertagen oder anlässlich von Prozessionen. Fürstbischof Maximilian Friedrich von Königsegg-Rothenfels verlangte daher 1768 vom Warendorfer Bürgermeister die jüdische Minderheit vor den Beleidigungen und Angriffen der Katholiken zu schützen. Dennoch kam es um den 26. März 1768 zu mehrtägigen gewaltsamen Unruhen. Fürstbischof Maximilian Friedrich gewährte den Juden im Gegenzug das Recht, in Zukunft einen Landrabbiner frei zu wählen und verzichtete darauf, selbst einen „Befehlshaber und Vorgänger“ zu bestimmen. Am 3. September 1771 fand schließlich die Wahl von Michael Meyer Breslauer aus Warendorf statt. Das letzte Sammelgeleit des Bischofs für Juden im Hochstift Münster stammt vom 11. März 1795 und weist 15 Familien mit rund 90 Personen aus. Nach dem Tod Michael Meyer Breslaus wählten die Juden des Münsterlandes am 24. November 1789 dessen Sohn David Meyer Breslau zu seinem Nachfolger als Landesrabbiner. Mit seinem Tod 1808 endet die Zeit der herausgehobenen Stellung Warendorfs unter den jüdischen Gemeinden; im selben Jahr erfolgte jedoch auch der Neubau der Synagoge im Fachwerkstil (heutige Adresse: Flur 3). Somit kann vom Jahr 1808 für Warendorf als dem Beginn einer neuen Epoche für die jüdische Gemeinde gesprochen werden.

### Jüdische Emanzipation in Warendorf
1810 wurde in Münster das Niederlassungsverbot für Juden aufgehoben. Infolgedessen nahm die Zahl der jüdischen Einwohner Warendorfs von 67 im Jahr 1812 auf 63 vier Jahre später ab. Die Zahl der in Münster ansässigen Juden vervierfachte sich im Gegenzug. Die Verlagerung der Bedeutung zugunsten der Jüdischen Gemeinde Münster, mittlerweile Hauptstadt der neuen preußischen Provinz Westfalen, wurde durch den Wegzug des Landesrabbiners Abraham Sutro abgeschlossen. Durch das Preußische Judenedikt von 1812 wurde den Juden nun auch weitgehend rechtliche Gleichstellung zugebilligt. Besonders charakteristisch für diesen Beginn einer gesellschaftlichen Integration stellt im Fall Warendorfs der Brief des Bürgermeisters Johann Caspar Schnösenberg vom 13. März 1818 dar, in dem er von Oberpräsident Ludwig von Vincke forderte, die „Verschmelzung der jüdischen Nation“ mit der christlichen Bevölkerung voranzutreiben. Eine wichtige Rolle hierfür spielte die von Alexander Haindorf in Münster gegründete Marks-Haindorf-Stiftung, die auch einige Warendorfer mit Geldspenden unterstützten. Die soziale Stellung der Warendorfer Juden zu Beginn des 19. Jahrhunderts reichte vom wohlhabenden Textilhändler über Trödler und Hausierer bis hin zu Knechten und Mägden. Der Großteil war jedoch in irgendeiner Form im Handel tätig.
1833 erreichte die Jüdische Gemeinde Warendorf mit 99 Mitgliedern ihren zahlenmäßigen Höhepunkt. Von nun an nahm die Mitgliederzahl stetig ab, schwankte jedoch bis 1870 zwischenzeitlich. Mit dem am 23. Juli 1847 erlassenen Gesetz über die Verhältnisse der Juden erlegte das Königreich Preußen den Oberpräsidien auf, die jüdischen Gemeinschaften in Synagogenbezirke zu gliedern. Daher verfügte die Regierung in Münster am 20. Juni 1848, dass Warendorf, Beelen, Freckenhorst, Harsewinkel und Westkirchen einen Synagogenbezirk mit Sitz in Warendorf bilden sollten. Ein weiterer Schritt zur Integration der jüdischen Gemeinde in die Warendorfer Gesellschaft war die Annahme fester Nachnamen 1845. Von wachsender gesellschaftlicher Emanzipation zeugen außerdem jüdische Schüler auf dem Warendorfer Gymnasium Laurentianum, Mitgliedschaften in Gesellschaften oder Vereinen, aber auch die Teilnahme jüdischer Soldaten an Feldzügen: So meldete sich ein jüdischer Warendorfer 1813/14 freiwillig zum Befreiungskrieg, ein weiterer nahm am Deutsch-Französischen Krieg 1870/71 teil. Mit Joseph Hertz fiel 1918 ein Gemeindemitglied „für Gott, König und Vaterland“ im Ersten Weltkrieg. 1897 entstand eine größere, aus Ziegelmauerwerk errichtete Synagoge.

### Nationalsozialismus und Zerstörung der Gemeinde
Mit der Machtergreifung der NSDAP gehörte offener Antisemitismus von nun an zum Alltag. Den ersten traurigen Höhepunkt der judenfeindlichen Aktionen der Nationalsozialisten bildete der sogenannte Judenboykott, der auch in Warendorf stattfand, obwohl er dort nur auf mäßige Unterstützung stieß. Bis zum September 1938 wurden jedoch sämtliche jüdischen Geschäfte in Warendorf geschlossen oder „arisiert“. Zu den betroffenen gehörte auch der Viehhändler Hugo Spiegel, der Vater von Paul Spiegel.
Am Abend des 9. Novembers 1938, der Reichspogromnacht, begingen die SA und weitere NS-Organisationen gewalttätige Ausschreitungen. Dabei wurden insgesamt vier Wohnhäuser beschädigt, sieben Wohnungen nahezu vollständig zerstört, die Fenster der Synagoge zerschlagen und ihr Inneres geschändet. Hinzu kam die Zerstörung des alten und des neuen jüdischen Friedhofs. Sechs jüdische Warendorfer mussten im Krankenhaus behandelt werden. In den folgenden Tagen kam es auch zu Hetzen gegen Nichtjuden, die sich in den vorausgehenden Monaten mit der jüdischen Gemeinde solidarisch gezeigt hatten, etwa hetzte der Der Stürmer gegen Hermann Stückenschneider, da er im September 1938 an der Beerdigung von Pauline Spiegel auf dem jüdischen Friedhof teilgenommen hatte. Am 11. November verhaftete die Polizei alle männlichen, arbeitsfähigen Juden zwischen 18 und 50 Jahren und internierte sie im Warendorfer Polizeigefängnis. In den Prozessen, die nach dem Ende des NS-Regimes wegen der Vorgänge am 9. November geführt wurden, kam die These auf, dass die Täter im Falle Warendorfs aus Ahlen angereist waren. Dies entspricht nach zahlreichen Zeitzeugenaussagen aber nicht dem tatsächlichen Hergang; vielmehr gehörten auch Nachbarn der Opfer zu den Tätern der Reichspogromnacht.
Nach diesen Ereignissen verkaufte die Gemeinde am 15. November die Synagoge und das benachbarte jüdische Schulhaus. Auch Privatleute veräußerten nun eilig ihre Wohnhäuser – zumeist deutlich unter Wert. Die Profiteure waren ortsansässige Land- oder Gastwirte und die Volksbank. Bis 1939 konnten 32 Juden aus Warendorf ins Ausland gelangen; zu den häufigsten Auswanderungszielen gehörten Belgien, Südamerika und die USA. Die im Ort verbliebenen Juden wurden im November 1941 in einem „Judenhaus“ zusammengepfercht und schließlich in das Ghetto Riga deportiert. Keiner der nach Osten abtransportierten Juden aus Warendorf überlebte den Holocaust.

### Neubeginn und Gedenken nach 1945

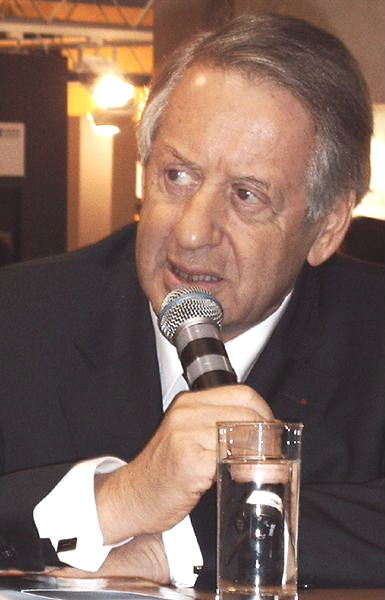
Paul Spiegel.

Bereits im Frühsommer 1945 kehrte Hugo Spiegel aus dem KZ Dachau nach Warendorf zurück. Dort wurden ihm die Thorarolle sowie einige Gebetbücher, die die Schändung der Synagoge im November 1938 überstanden hatten, übergeben. Am jüdischen Neujahrstag, dem 7. September 1945, fand im Betsaal der ehemaligen Synagoge der erste jüdische Gottesdienst im Münsterland nach dem Holocaust statt. Neben wenigen Überlebenden nahmen auch jüdische Soldaten der British Army und Lokalpolitiker daran teil. Im Betraum enthüllte der Warendorfer Bürgermeister Aloys Zurbonsen eine Gedenktafel in Erinnerung an die Ermordeten, die später in den Besitz der Familie Spiegel überging und seit 1987 im Eingangsbereich des Rathauses hängt. Im Oktober 1946 stellte Hugo Spiegel einen Antrag auf Instandsetzung der Synagoge, dem stattgegeben wurde. Kreis und Stadt Warendorf teilten sich die Kosten. Ab 1947 traf man sich regelmäßig zu Gottesdiensten, ab 1949 auch in der wiederaufgebauten Marks-Haindorf-Stiftung in Münster. Bei der verschwindend geringen Zahl von neun Juden im gesamten Kreis Warendorf 1947 konnte ein Gemeindeleben nicht wiedererstehen. Hugo Spiegel war zwar Vertreter der „Israelitischen Gemeinde Warendorf“, diese ging aber spätestens ab 1949 in die Jüdische Gemeinde Münster über. Die ehemalige Synagoge wurde verkauft und fortan als Wohnhaus genutzt. Aufgrund zahlreicher Umbauten erinnert heute nicht mehr viel an die ehemalige Funktion des Gebäudes.
Am 15. November 1970 konnten Bürgermeister Hans Kluck und Hugo Spiegel auf dem jüdischen Friedhof einen Gedenkstein enthüllen. Seit dem 12. August 1990 erinnert am ehemaligen Standort der Synagoge eine Gedenkstele an das Gemeindezentrum. 1999 erfolgte die Benennung einer kleinen Straße in unmittelbarer Nähe des jüdischen Friedhofs nach Hugo Spiegel. Die Geschichte der Jüdischen Gemeinde Warendorf geriet im Jahr 2000 durch die Wahl Paul Spiegels zum Präsidenten des Zentralrats der Juden in Deutschland vorübergehend in den Fokus der Öffentlichkeit. Zahlreiche Besuche Paul Spiegels in seiner Heimatstadt verstärkten die Auseinandersetzung der Stadt mit der Geschichte der jüdischen Gemeinde. 2002 trat die Stadt Warendorf dem „Deutschen Riga-Komitee“ bei, um am Zielort der Deportationen an die Opfer zu erinnern. Seit 2005 befindet sich im Wald von Biķernieki bei Riga eine Tafel im Gedenken an die Warendorfer Opfer. Auch in der israelischen Gedenkstätte Yad Vashem ist der Name Warendorf zu lesen.
Heute gehören die Juden im Kreis Warendorf zur Jüdischen Gemeinde Münster. 2002 gründete sich der Arbeitskreis „Jüdisches Leben in Warendorf“, der regelmäßig Veranstaltungen, wie thematische Stadtführungen, durchführt. Das Gebäude der ehemaligen Synagoge ist denkmalgeschützt und soll nach Plänen der Stadt in Zukunft auch einer öffentlichen Nutzung zugeführt werden. 2005 fand im ehemaligen Betsaal eine Gedenkveranstaltung statt. Auf dem jüdischen Friedhof wurde 2006 eine neue Gedenkstele errichtet.
Seit dem Zuzug jüdischer Kontingentsflüchtlinge aus den GUS-Staaten nach 1990 leben wieder einige Juden in Warendorf. Sie gehören der Jüdischen Gemeinde Münster an.